# 運命が君の親を選ぶ 君の友人は君が選ぶ
『運命が君の親を選ぶ 君の友人は君が選ぶ』（うんめいがきみのおやをえらぶ きみのゆうじんはきみがえらぶ）は、2013年3月29日にWHITESOFTより発売された日本のアダルトゲームである。

## あらすじ
塔ノ山学院の転校生である主人公は、学園の運命を握る男としてうわさされた。
彼がただの人であると判明すると、噂はおさまっていくが、占い好きの少女たちは彼への興味を絶やさなかった。
主人公と彼の幼馴染である梨鈴は、運命研究部を作ってその少女たちをまとめ、未来を占ってみることにした。

## 登場人物
雪都 梨鈴（ゆきと りり）
声 - 杏子御津
得意な占い：風水・易経
主人公の幼馴染。真面目な性格ながらも、災いに遭いやすい体質。
御桜 枢（みさくら くくる）
声 - 涼森ちさと
得意な占い：西洋占星術
塔ノ山学院のかつての運営者の娘で、登記上における旧校舎の持ち主。
真白 未来（ましろ みらい）
声 - 美空なつひ
得意な占い：タロット占い
赤いメッシュが一本入った金髪が特徴の令嬢。彼女にとって占いは趣味である。
道明寺 えこ（どうみょうじ えこ）
声 - shizuku
得意な占い：神道関連
塔ノ山天神社の神主の娘。礼儀正しいようで、毒舌家。
高嶋 薫衣（たかしま くのえ）
声 - 吉野裕夏
主人公の妹である小学5年生。主人公を世話してくれるしっかり者。
占いなどに関する知識はない。

## スタッフ
- 原画 - 月音、T-RAy
- シナリオ - 藤木隻
- ディレクター - 松島詩史
- 音楽 - I've、藤田淳平（Elements Garden）

## 主題歌
オープニングテーマ「Dual Force」
歌 - Pixy Lab. / 作詞 - 松島詩史 / 作曲・編曲 - 高瀬一矢
エンディングテーマ「運命の星図盤」
歌・作詞 - Lily-an / 作曲・編曲 - 仁堂敦
エンディングテーマ「運命の扉」
歌 - 大島はるな / 作詞・作曲・編曲 - 斎藤悠弥